# Шейхпура (округ)
Шейхпура (хинди शेखपुरा जिला; англ. Sheikhpura) — округ на юге центральной части индийского штата Бихар. Образован 31 июля 1994 года из части территории округа Мунгер. Административный центр — город Шейхпура. Площадь округа — 689 км². По данным всеиндийской переписи 2001 года население округа составляло 525 502 человека. Уровень грамотности взрослого населения составлял 48,60 %, что ниже среднеиндийского уровня (59,5 %).